# William Baldwin (ator)
William Joseph "Billy" Baldwin (Massapequa, 21 de fevereiro de 1963), mais conhecido como William Baldwin, é um ator norte-americano. É irmão dos atores Alec, Daniel e Stephen Baldwin. É casado desde 1995 com a cantora e atriz norte-americana Chynna Phillips.

## Filmografia
- The Preppie Murder (1989) (TV) ... Robert Chambers
- Born on the Fourth of July (1989) ... a U.S. Marine - Vietnam
- Internal Affairs (1990) ... Van Stretch
- Flatliners (1990) ... Joe Hurley
- Backdraft (1991) ... Brian McCaffrey
- Three of Hearts (1993) ... Joe
- Sliver (1993) ... Zeke Hawkins
- A Pyromaniac's Love Story (1995) ... Garet
- Fair Game (1995) ... Det. Max Kirkpatrick
- Curdled (1996) ... Paul Guell
- Bulworth (1998) (uncredited) ... Constance Bulworth's Lover
- Shattered Image (1998) ... Brian
- Virus (1999) ... Steve Baker
- Brotherhood of Murder (1999) (TV) ... Tom Martinez
- Primary Suspect (2000) ... Christian Box
- Relative Values (2000) ... Don Lucas
- Double Bang (2001) ... Billy Brennan
- One Eyed King (2001) ... Frank
- Say Nothing (2001) ... Julian Grant
- R.U.S./H. (2002) (TV)
- You Stupid Man (2002) ... Brady
- Red Rover (2003) ... Will Taylor
- E.D.N.Y (2003) (TV) ... Mike 'Mad Dog' Kelly
- Art Heist (2004) ... Bruce Walker
- Danny Phantom  (2004–2007) ...Johnny 13
- The Squid and the Whale (2005) ... Ivan
- Waterfront (2006) (TV) ... Paul Brennan
- Park (filme) (2006) ... Dennis
- Feel (2006) ... Nathan
- Lenexa, 1 Mile (2006) ... Dan Cooney Sr.
- American Fork (2007) ... Truman Hope
- Adrift in Manhattan (2007) ... Mark Phipps
- A Plumm Summer (2007) ... Mick Plumm
- Noise (2007) ...  Mayor's Chief of Staff
- Dirty Sexy Money (2007–2009) (TV) ... Patrick Darling
- Forgetting Sarah Marshall (2008) ... Ele mesmo/"Detetive Hunter Rush"
- Lymelife (2008) - co-produtor
- Justice League: Crisis on Two Earths (2010) ... Batman
- The Stranger Within[3] (2013) .... Robert
- Gossip Girl (2010-2012) ... William van der Woodsen
- Parenthood (2010-present) ... Gordon Flint
- The Purge (2018) ... David Ryker
- Northern Rescue (2019) ... John West